# Saraiella onerata
Saraiella onerata är en tvåvingeart som först beskrevs av Vaillant 1957.  Saraiella onerata ingår i släktet Saraiella och familjen fjärilsmyggor. Inga underarter finns listade i Catalogue of Life.